# 埃尔娜·索尔贝格
埃尔娜·索尔贝格（挪威語：Erna Solberg，挪威語發音：[ˌæːɳɑ ˈsuːlˈbærɡ]，1961年2月24日—），挪威政治人物，现任挪威国会反对党领袖，曾于2013年至2021年擔任挪威首相，2004年起擔任挪威保守黨领袖。她是挪威继格罗·哈莱姆·布伦特兰之后第二位女首相，亦是自1990年以來首位保守黨首相。

## 政治生涯

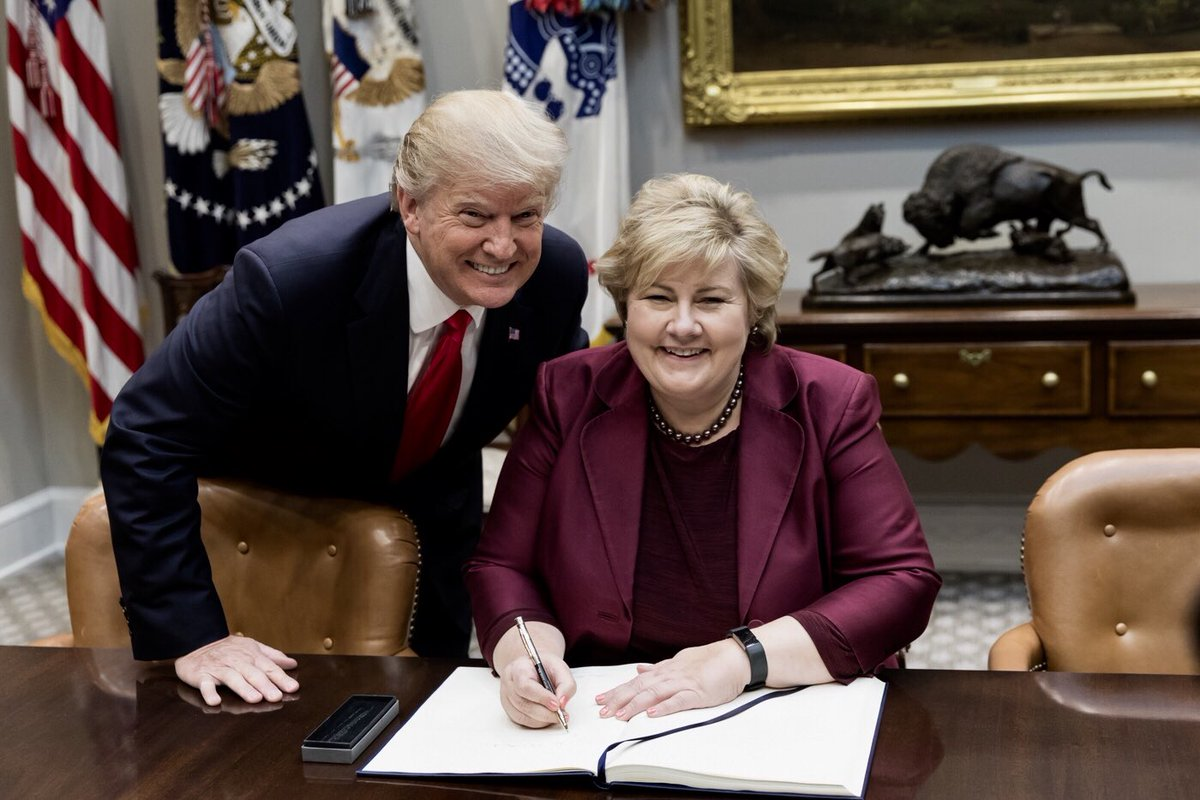
2018年1月10日，埃尔娜·索尔贝格与時任美国总统唐納·川普合影

埃尔娜·索尔贝格領導保守黨在2013年大選勝出，與右翼的挪威進步黨組建聯合政府。中間偏右聯盟外的自由黨和基督教民主黨等兩個政黨支持少數聯合政府。2017年大選後，她藉自由黨加入聯合政府而續任首相，再於2019年因基督教民主黨加入政府而組成多數聯合政府。